# Suwałki
Suwałki (litvánul Suvalkai, belarusz nyelven Сувалкі, németül Sudauen, Suwalken, jiddisül סואוואַלק) város Lengyelország északkeleti részén a Podlasiei vajdaságban, a Czarna Hańcza folyó mentén. A Suwałki járás székhelye. 2009. június 30-i adatok szerint lakosainak száma 69 611.
A város Litvánia, Oroszország Kalinyingrádi területének és Fehéroroszország határához közel fekszik.

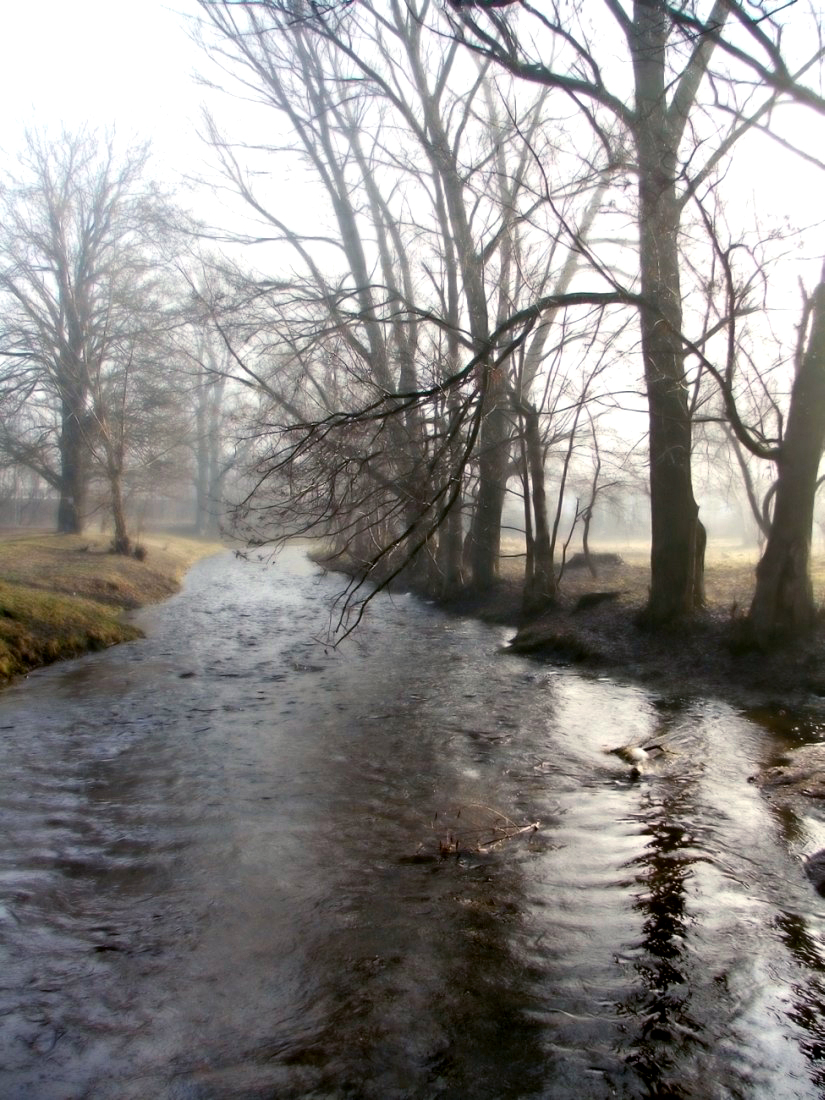
Czarna Hańcza Suwałkinál

Suwałki a Podlasiei vajdaság második legnagyobb városa. A városon keresztül halad a Berlin – Varsó – Szentpétervár valamint a Varsót Helsinkivel összekötő közlekedési útvonal.

## Története
A várost korábbi településből a 17. században alapította a wigry kolostor kamalduli szerzetesei egy elnéptelenedett falu helyén. 1720. március 3-án Erős Ágost nyilvánította várossá a települést. A város történetének legfontosabb dátumai:
- 1688 – Suwałki első említése;
- 1710 – a kamalduli szerzetesek Erős Ágost királytól engedélyt kapnak vásárok tartására
- 1715 – várossá nyilvánítás
- 1795 – a várost porosz seregek foglalják el
- 1807 – Suwałkit a Lengyel hercegséghez csatolják
- 1816 – az augustówi vajdaság alapítása Suwałki székhellyel
- 1826 – a városrendezési terv jóváhagyása, mely mintegy 100 évre megszabta a város fejlődését
- 1827 – a népesség  3753 fő
- 1866 – Suwałki a suwałski kormányzóság fővárosa
- 1872 – a népesség eléri a 19 899 főt, Suwałki a Lengyel királyság negyedik legnépesebb városa
- 1919 – július 24-én lengyel csapatok jönnek a városba
- 1940 – Suwałkit a Német Birodalomhoz csatolják. A helyi lengyel értelmiség tömeges letartóztatása.
- 1941 – Hadifogoly tábor felállítása, ahol több tízezer fogoly, főleg orosz elpusztul
- 1944 – október 23. a német hadsereg kihátrál a városból, Suwałkit a 3. Bjelorusz Front szállja meg
- 1945 – Suwałki járási központ
- 1975 – Suwałki vajdasági székhely
- 1980 – a népesség 36 000 fő
- 1995 – a népesség 65 000 fő
- 1999 – Suwałki elveszíti vajdaságát, járási jogú város lesz
- 2010 – a lakosság száma 69 554

## Híres emberek
Itt született:
- 1842-ben – Maria Konopnicka költő
- 1926-ban – Andrzej Wajda filmrendező

## Testvérvárosai
- Grande-Synthe, Franciaország, 1978 óta
- Marijampolė, Litvánia, 1995 óta
- Alytus, Litvánia, 1996 óta
- Waren (Müritz), Németország, 1999 óta
- Võru, Észtország, 1999 óta

## Fordítás
- Ez a szócikk részben vagy egészben a Suwałki című lengyel Wikipédia-szócikk ezen változatának fordításán alapul.  Az eredeti cikk szerkesztőit annak laptörténete sorolja fel. Ez a jelzés csupán a megfogalmazás eredetét és a szerzői jogokat jelzi, nem szolgál a cikkben szereplő információk forrásmegjelöléseként.